# NGC 4241
NGC 4241 је спирална галаксија у сазвежђу Девица која се налази на NGC листи објеката дубоког неба.
Деклинација објекта је + 6° 39' 15" а ректасцензија 12h 17m 59,9s. Привидна величина (магнитуда) објекта NGC 4241 износи 13,1 а фотографска магнитуда 13,8. NGC 4241 је још познат и под ознакама IC 3115, UGC 7333, MCG 1-31-40, CGCG 41-69, VV 431, VCC 267, PGC 39483.